# Букурещко настъпление
Букурещкото настъпление е настъпление на обединената Дунавска армия, в която влизат български, германски и турски войски, срещу Букурещ през Първата световна война.

## История
Още след влизането през 1916 г. на Румъния във войната България от юг и австро-германските части от север започват настъпление срещу нея. Още в първите дни на войната при Тутраканската и Добричката битка румънската армия, макар и подпомагана от руски части, е разгромена. С победата в Кубадинското сражение българската армия и сражаващите се в нейна подкрепа германски и турски войски изтласкват противника в северния край на Добруджа и преминават в отбрана. Междувременно, през втората половина на ноември германските войски успяват да преминат Карпатите и завладяват Крайова на 21 ноември 1916 г.
През ноември същата година е сформирана нова армия – Дунавската, с 54 дружини (батальона), 23 ескадрона и 56 батареи, от които части на: България – 1 и 12 пехотна дивизия, в състав 33 пехотни дружини, 6 ескадрона и 32 батареи, Германия – 12 пехотни дружини, 17 ескадрона и 15 батареи и Османската империя – 9 пехотни дружини и 9 батареи.

## Настъплението към Букурещ
На 23 ноември по заповед на фелдмаршал Аугуст фон Макензен формираната армия форсира Дунав при Свищов/Зимнич. Настъплението на Централите сили към Букурещ се развива бързо и на 27 ноември с бой е зает Гюргево. На 30 ноември е премината линията Комана—Бранищари—Сингурели, отстояща на около на 20 км от укрепителната линия на Букурещ. Заловени са 2 тежки, 7 малокалибрени и 14 полски оръдия, 5 картечници, 4-ма офицери и 200 войници. При реките Няжлов и Арджеш сломява руско-румънските войски в битката за Букурещ. На 6 декември Букурещ капитулира и войските влизат в румънската столица без съпротива. Българският парад е на 9 декември, 3 дена след влизането в града. Според спомените на Георги Ст. Георгиев предложението за парада идва от подпоручик Крум Митаков. Пехотинци, артилеристи и пионери сформират голяма сборна дружина. В нея има представители на всички роти на дивизията. Г. Георгиев описва така парада:
| „ | Ходом, юнаци! Никой няма да избързва! Това е Букурещ, ще минаваме по улици. Да не мисли някой, че пак има нещо да превземаме! И тръгна тая славна дружина, тая славна дивизия, желязната, първата! Музиката свири. Знамето се вее. Лъвът реве. Като на парад нашата дивизия се носи по целия Букурещ. Церемониален марш пред всички къщи, пред всички прозорци, пред всички изплашени погледи, пред всички застинали сърца. Виждате ли сега българския войник? Може да няма гащи. Но победи! Може да носи съдрани панталони. Но победи! Може да мъкне смачкан шинел. Но победи! Гащите се купуват. Панталоните се кърпят. Шинелите се гладят. Славата не се купува. Честта не се закърпва. Поражението не се изглажда. И все пак вие ни сочите една хартия. Ние ви сочим сто победи! Ние, първа дивизия! Желязната! Славната! Непобедена! Непобедима! Непобеждаема! Ура! | “ |

След парада по улиците на града Трета армия продължава настъплението си и преодолява румънската съпротива при река Калмацулуй.
В началото на януари 1917 г. българските войски завземат Браила и достигат река Серет, където преминават към позиционни действия.
Напредването във Влашко принуждава руските войски в Добруджа да се оттеглят още на север. Под натиска на Трета армия цяла Добруджа е освободена до 5 януари 1917 г.

## Последици
Скоро след Букурещкото настъпление Румъния на практика е окупирана. През 1917 г. е сключен предварителен договор, а по-късно – Фокшанското примирие и Букурещкият договор. Страната е окупирана, а армията и е демобилизирана. България успява да си възвърне само Южна и Централна Добруджа, докато северната ѝ част става кондоминиум на Централните сили.